# Perciuhi Partizpanian-Barseghian
Perciuhi Partizpanian-Barseghian (în armeană Պերճուհի Պարտիզպանյան-Բարսեղյան; n. 8 iulie 1889, Plovdiv, Principatul Bulgariei – d. 19 mai 1940, Paris, Île-de-France, Franța) a fost o pedagogă, scriitoare și activistă socială în probleme umanitare armeană. Ea a fost una dintre primele trei femei care au fost alese membru al parlamentului după constituirea Primei Republici Armenia în 1919. După destrămarea republicii, s-a mutat pentru scurt timp în Bulgaria, înainte de a-și continua cariera literară la Paris. A primit un premiu pentru povestirile sale din partea antologatorului american Edward J. O'Brien. Ea a lucrat la Biroul Internațional Nansen pentru Refugiați din Paris, încercând să-i ajute pe armenii care au fost afectați de Genocidul Armean.

## Biografie

### Tinerețea

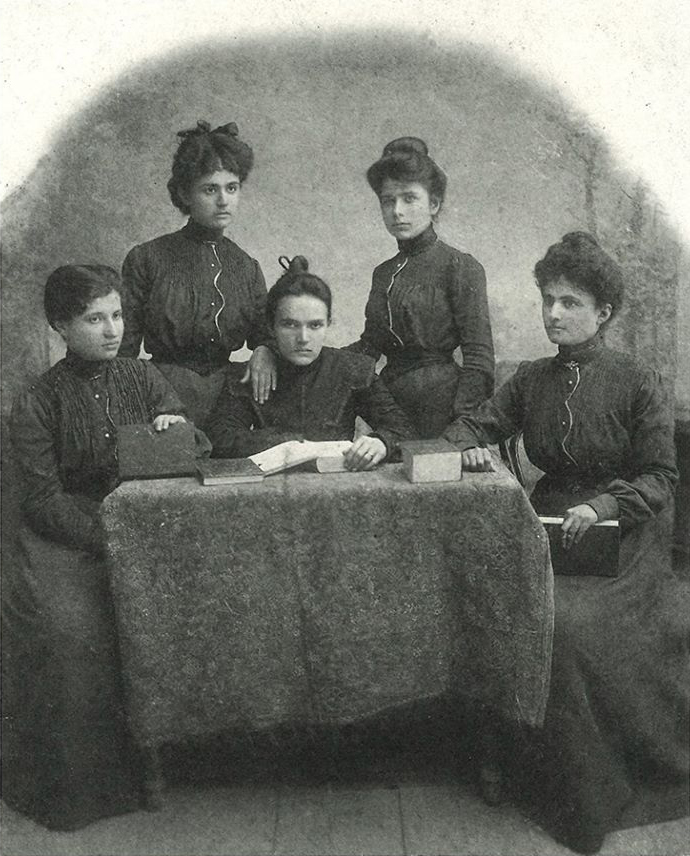
Perciuhi, aflată la stânga, printre învățătoarele care o înconjoară pe directoarea școlii Zorian (Philippopolis), circa 1907.

Perciuhi Partizpanian s-a născut în 1889 în orașul Plovdiv din vilayetul Adrianopol (Imperiul Otoman). Provenea dintr-o familie bogată de origine armeană care trăia în Turcia. Împreună cu sora ei, Satenik, a urmat liceul în orașul Philippopolis (Plovdiv) din Bulgaria. A fost inspirată de la o vârstă fragedă de ideile revoluționare ale lui Rostom și ale soției sale, Lisa Melik Șahnazarian, care conduceau acolo o școală armeană. Când s-a întors acasă la Edirne, la vârsta de șaisprezece ani, l-a întâlnit-o pe Sargis Barseghian, un intelectual și membru al Federației Revoluționare Armene (Dașnakțutiun). El a încurajat-o să înființeze Uniunea Femeilor Armene (în armeană Հայ կանանց միություն), o organizație care le încuraja pe femeile armene să scrie literatură și să poarte discuții cu privire la ideile progresiste.
Reluându-și studiile, Partizpanian a urmat cursuri universitare de literatură și pedagogie la Geneva. A început să publice scrieri sub pseudonimul Etna, printre care mai multe povestiri care au fost ulterior adunate și publicate în volumul Փոթորիկէն վերջ (Sfârșitul furtunii).

## Carieră

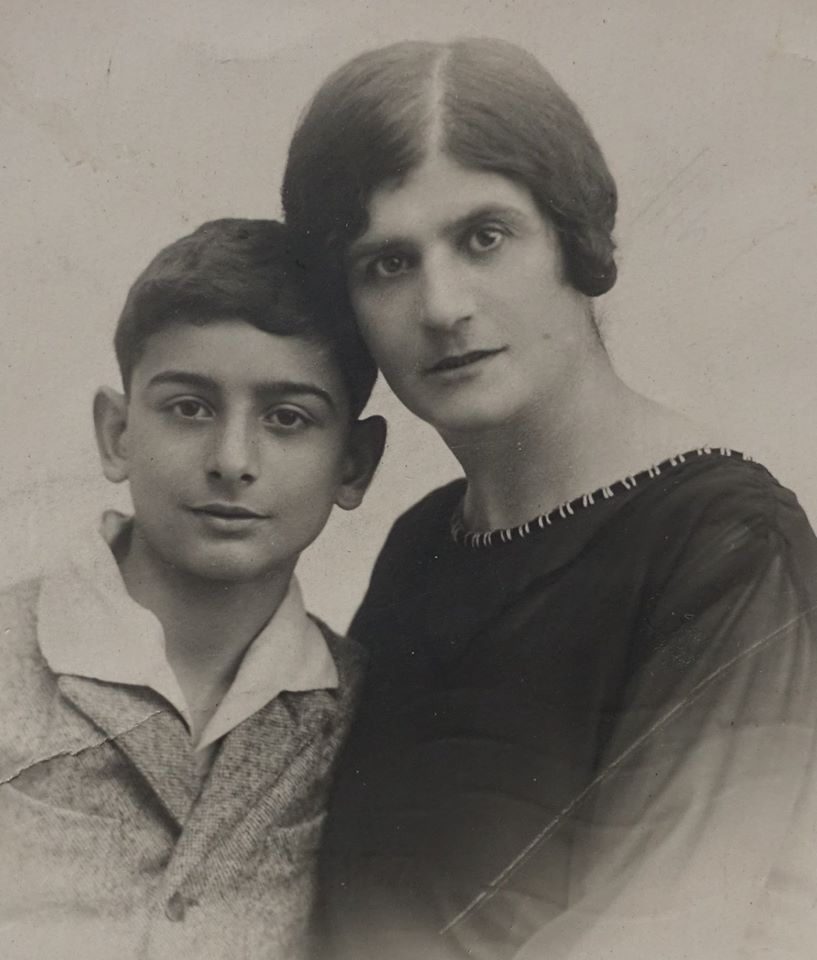
Perciuhi și fiul ei, Armen.

După încheierea studiilor, Partizpanian s-a întors în Turcia și a început să predea mai întâi la Van și apoi la Giresun. În 1909 s-a căsătorit cu Sargis Barseghian, care devenise conducătorul organizației Dașnakțutiun din Constantinopol. Cei doi aveau un fiu înainte ca Sargis să fie arestat în martie 1915 și executat la 30 aprilie 1915 ca una dintre primele victime ale Genocidului Armean. După asasinarea intelectualilor, Barseghian și-a luat fiul și s-a refugiat la Sofia (Bulgaria), dar s-a stabilit curând la Tbilisi și a reînceput să predea. A predat la Școala de Fete „Sf. Gayane” și mai târziu la Școala de Fete „Mariamian-Hovnanian”, ambele școli armene situate în capitala guberniei Tiflis din viceregatul Caucaz al Imperiului Rus.
Atunci când Armenia și-a câștigat independența față de Imperiul Rus și a fost înființată Republica Armeană la 28 mai 1918, Barseghian s-a mutat la Erevan. Deși nu era o activistă pentru drepturile femeilor, Barseghian considera că femeile trebuie să îndeplinească un rol activ în politică și astfel, împreună cu alți membri ai Dașnakțutiunului, a depus eforturi pentru a se asigura că noua constituție prevedea votul universal. Ea a fost activă în plan social și a lucrat împreună cu alte femei pentru oferirea unui sprijin material pentru orfani și refugiați. Atunci când au fost organizate primele alegeri în 21 și 23 iunie 1919, Barseghian a devenit una dintre cele trei femei alese ca deputat în Parlamentul Republicii Armene, care cuprindea 80 de membri. Celelalte două femei care au obținut mandatul de deputat au fost Varvara Sahakian și Katarine Zalian-Manukian. Ele au îndeplinit această funcție până în decembrie 1920, când Armata Roșie a Rusiei a invadat Armenia.
Odată cu destrămarea Republicii, Barseghian și-a luat fiul și s-a întors repede la Sofia. Angajată în slujirea poporului armean, ea a ales să trăiască în exil la Paris, unde a lucrat la Biroul Internațional Nansen pentru Refugiați și și-a continuat preocupările literare. Una dintre povestirile ei a obținut un premiu de la antologatorul american Edward J. O'Brien, iar povestiri precum Արփիկը („Arpik”) și Օղակ մը շղթայէս („O verigă de lanț”) au fost traduse în limbile engleză și franceză. Ea și-a publicat memoriile, Խանձուած օրերը („Zile pârjolite”), în foileton în revista americană Hairenik între 1938 și 1939. 

## Moarte și moștenire
Barseghian a murit la 18 mai 1940 la Paris și a fost îngropată în mormântul intelectualilor armeni din capitala Franței. Fiul ei a tradus memoriile ei în limba franceză și le-a publicat la Marsilia în 2004. În anul 2016 scriitorul și jurnalistul Hakob Palian a republicat memoriile în limba armeană la Editura Hamazkayin din Beirut cu ocazia comemorării a 100 de ani de la Genocidul Armean. Scrierile ei, dar mai ales memoriile, conțin reprezentări semnificative ale luptei armenilor pentru păstrarea identității naționale în perioada interbelică și ale rolului jucat de femei în protejarea națiunii și a poporului aflat în căutarea independenței.

## Lucrări (selecție)
- Հայրենիքս (Patria mea), poem din 1915[6]
- Barseghyan, Perchuhi (1932). Փոթորիկէն վերջ [The End of the Storm] (în armeană). Paris: Imp. De Navarre.
- Արփիկը (Arpik, povestire)[11]
- Օղակ մը շղթայէս (O verigă din lanț, povestire)[11]
- Barseghyan, Perchuhi (2016).  Palian, Hakob, ed. Խանձված օրեր (în armeană). Beirut: Hamazkayin Publishing House. Days of Distress